# Округ Питсилвејнија (Вирџинија)
Питсилвејнија (енгл. Pittsylvania County) је округ у америчкој савезној држави Вирџинија.

## Демографија
По попису из 2010. године број становника је 63.506, што је 1.761 (2,9%) становника више него 2000. године.
| Група             | 2000.          | 2010.          |
| Белци             | 45.921 (74,4%) | 47.250 (74,4%) |
| Афроамериканци    | 14.606 (23,7%) | 14.018 (22,1%) |
| Азијати           | 117 (0,2%)     | 181 (0,3%)     |
| Хиспаноамериканци | 759 (1,2%)     | 1.332 (2,1%)   |
| Укупно            | 61.745         | 63.506         |